# Pirates of the Caribbean: Legends of the Brethren Court
Pirates of the Caribbean: Legends of the Brethren Court is een boekenserie voor tieners en volwassenen, gebaseerd op de filmreeks Pirates of the Caribbean. 

## Inhoud
De boeken spelen 13 jaar voor de film Pirates of the Caribbean: The Curse of the Black Pearl, dus rond de tijd dat Jack Sparrow via zijn deal met Davy Jones zijn schip, de Black Pearl, terugkrijgt en begint aan zijn leven als piraat. In de serie probeert een kwaadaardige alchemist met een leger van schaduwwezens alle piratenleiders van de Broederschap Bijeenkomst te doden. Tia Dalma wil dit koste wat het kost voorkomen (vooral omdat de leden van het broederschap de enigen zijn die haar weer kunnen bevrijden uit haar menselijke gedaante), en roept Jack Sparrows hulp in om de alchemist te verslaan. De strijd brengt hem en zijn bemanning van het Caribische gebied naar onder andere Frankrijk en de Himalaya.

## Personages
- Jack Sparrow – Piratenkapitein, lid van het broederschap
- Hector Barbossa - Sparrows eerste stuurman
- Shadow Lord – een kwaadaardige alchemist die het broederschap wil vernietigen. Hij heeft onder andere een leger schaduwwezens onder zijn controle
- Tia Dalma – een voodoopriesteres. Ze is eigenlijk de godin Calypso in mensengedaante.
- Sao Feng – Chinese piratenkapitein.
- Mistress Ching – een piratenkapitein van de Grote Oceaan
- Sri Sumbhajee Angria – een piratenkapitein van de Indische Oceaan
- Ammand the Corsair – een piratenkapitein van de Zwarte Zee
- Capitaine Chevalle – een piratenkapitein van de Middellandse Zee

## Boeken
1. The Caribbean
2. Rising in the East
3. The Turning Tide
4. Wild Waters
5. Day of the Shadow